# Ashi sabaki
Ashi sabaki (足さばき? lavoro con i piedi), oppure Unsoku (運足?), è una tecnica utilizzata dai praticanti di alcune arti marziali giapponesi nel muovere, gambe e piedi, sfruttando la potenza dei colpi. Fondamentale per la tecnica è non dover mai perdere il contatto con il terreno, perché è esattamente l'energia di legame con il terreno che il praticante trae la forza per applicare un colpo con le mani o con i piedi.
Teoricamente, si dovrebbe trarre l'energia dal pianeta Terra, esattamente nel momento in cui si compie lo sforzo, con le gambe e con i piedi. Questa capacità si sviluppa solo attraverso una specifica formazione, ma per diventare un esperto, il combattente impara ad utilizzare pochissima energia utilizzando, a suo vantaggio l'equilibrio e i contrappesi.

## Caratteristiche
Le mosse dovrebbe essere eseguite in modo preciso e gentile ma fermo, senza alcuna soluzione di continuità. I piedi devono lavorare per dare sostegno al corpo e non viceversa, entrambi devono muoversi all'unisono. Idealmente, il passaggio serve anche per nascondere la vera tecnica applicata nell'attacco.

### Karate
L'ashi sabaki nel Karate è tecnica pratica, dal momento che il suo scopo, ossia il movimento di gambie e piedi, consiste nel mantenere il praticante alla giusta distanza, in modo che possa essere in grado di lanciare il colpo, nel momento giusto, e con la massima efficienza, e, contemporaneamente evitare un contro-attacco.

## Classificazione
Le tecniche ashi sabaki sono classificate in base al movimento effettuato, la sua direzione e il senso.

### Ashi fumikae
Ashi fumikae (足踏み替え?), oppure Ashigae (足替え?), consiste nel cambiamento di posizione dei piedi senza il loro spostamento.

### Ayumi ashi
Ayumi ashi (歩み足?) consiste in uno spostamento completo del corpo da una gamba all'altra, mantenendo il baricentro basso.

### Chakuchi ashi
Chakichi ashi (着地足?) consiste in uno spostamento laterale, o verso sinistra, o verso destra.

### Hiraki ashi
Hiraki ashi (平き足?) avanzando con il baricentro basso, si esegue lo spostamento della gamba anteriore in avanti, mentre l'altra la segue obliquamente.
- Hiraki yose ashi (平き上背足?)
- Hiraki kosa ashi (平き交叉足?)

### Irimi ashi
Irimi ashi (入り身 足?) Avanzando con il baricentro basso a passi larghi, si esegue una rotazione di 90° gradi.

### Mawari ashi
Mawari ashi (廻り足?)  Il corpo si sposta con il baricentro basso mediante una rotazione di 90° gradi.

### Oi ashi
Oi ashi (追い足?) Il movimento del corpo in avanti viene effettuato con un passo un poco più lungo del normale, e con il baricentro abbassato.

### Okuri ashi
Okuri ashi (送り足?) Il movimento viene fatto in avanti con la gamba anteriore, mentre la posteriore la segue. Il corpo deve avere un baricentro abbassato.

### Sashi ashi
Sashi ashi (差し足?) Si effettua un passo incrociando le gambe, con il corpo leggermente genuflesso. La tecnica, nel karate, il kata è presente nel Naihanchi.

### Suri ashi
Suri ashi (摺り足?) Letteralmente significa : "Passo Strusciato". È la forma naturale di spostamento del corpo, ma deve essere sempre fatto tenendo i piedi a contatto con il terreno, facendoli semplicemente scivolare via. In alcuni stili, lo spostamento è breve.

### Tenkan ashi
Tenkan ashi (転換足?) È un movimento rotatorio del corpo a 180° senza spostare il piede anteriore.

### Tobi ashi
Tobi ashi (飛び足?) Letteralmente significa : "Passo Volante". È realizzato facendo un salto, con il baricentro del corpo basso. Nel Karate, il primo contatto che il praticante ha con la tecnica avviene nel Kata Pinan Godan.

### Tsugi ashi
Tsugi ashi (次足?) è una forma di movimento in cui si muove il piede posteriore in avanti, fermandosi prima di passare attraverso il piede anteriore.  Il movimento è fatto con l'utilizzo simultaneo di entrambe le gambe, il piede anteriore è ben piantato mentre il posteriore viene da una contrazione del muscolo del polpaccio. La vita e sono hara tecnica fondamentale, che serve come zavorra per l'intero corpo della persona.

### Yori ashi
Yori ashi (寄り足?) Tenendo la gamba posteriore tesa, si effettua un passo in avanti abbastanza lungo, mantenendo il baricentro basso. La stessa tecnica viene effettuata applicando la forza di attrito sulla gamba posteriore con il piede in kōshi, allungando la gamba completamente. La gamba posteriore deve premere brevemente il corpo in avanti, mentre la gamba anteriore lo sposta in avanti. Il busto deve rimanere in posizione verticale e stabile, per non perdere l'equilibrio per non rivelare la vera tecnica, sia difensiva che offensiva. I muscoli utilizzati in movimento sono del piede e della caviglia, quadricipiti, i glutei, parte bassa della schiena e gli obliqui.

## Fonti
1. 1 2 3  (EN) Avi Rokah, Ashi Sabaki or Unsoku - Footwork, su theshotokanway.com. URL consultato il 1º marzo 2011 (archiviato dall'url originale il 17 luglio 2011).
2. 1 2 3  (EN) Ashi Sabaki (PDF), su wuweidao.com. URL consultato il 1º marzo 2011 (archiviato dall'url originale il 18 luglio 2011).
3. 1 2  (HE) מושגים שימושים בקראטה, su kimekan-karate.org.il. URL consultato il 1º marzo 2011 (archiviato dall'url originale il 13 luglio 2011).
4. ↑    Escola de Karate-Do do Brasil, 2Cuinkado1, Ashi Fumikae, Sérgio x Leandro, su YouTube, 25 marzo 2014. URL consultato il 26 febbraio 2016.
5. ↑    Karateconches, ayumi ashi, su YouTube, 8 marzo 2009. URL consultato il 26 febbraio 2016.
6. ↑    Hiro Imafuji, 18Kendo Basics II Hiraki ashi, su YouTube, 26 gennaio 2015. URL consultato il 26 febbraio 2016.
7. ↑    Emberck, Irimi Ashi (6ºKyu), su YouTube, 18 ottobre 2007. URL consultato il 26 febbraio 2016.
8. ↑    karateconches, Mawari ashi, su YouTube, 8 marzo 2009. URL consultato il 26 febbraio 2016.
9. ↑    karateconches, Okuri ashi, su YouTube, 8 marzo 2009. URL consultato il 27 febbraio 2016.
10. ↑  (PT) Escola de Karate do Grupo Desportivo dos Ferroviários do Barreiro: ShotoDicio (207 Termos), su gdfbshotokarate.com. URL consultato il 1º marzo 2011 (archiviato dall'url originale il 9 gennaio 2014).
11. ↑  (ES) YoriAshi, su karatepicanya.com. URL consultato il 1º marzo 2011 (archiviato dall'url originale il 24 ottobre 2010).; (EN) Shotokan Karate Association - Tekki Sandan, su schooljotter.com (archiviato dall'url originale il 9 gennaio 2014).
12. ↑    Emberck, Tenkan Ashi, su YouTube, 22 ottobre 2007. URL consultato il 27 febbraio 2016.
13. ↑  (PT) Sabaki (trabalho dos pés) - Aikido Nova Era, su aikidonovaera.com.br. URL consultato il 16 dicembre 2020 (archiviato dall'url originale il 18 luglio 2012).
14. ↑  (EN) A.Tanzadeh, Shitoryu Karate Do Kyu &: Kyu & Dan (PDF) [collegamento interrotto], su shitokai.com, gennaio 2006. URL consultato il 1º marzo 2011.
15. ↑  (ES) LOS RECURSOS PEDAGÓGICOS DEL KATA, su shotokanryukaseha.com. URL consultato il 1º marzo 2011 (archiviato dall'url originale il 6 gennaio 2009).
16. ↑    Elcaminodeljiujitsu, Tsugi ashi, su YouTube, 29 aprile 2010. URL consultato il 28 febbraio 2016.
17. ↑    Karaté-Blog.net, Karate - Yori Ashi : le pas trainé [Karate-Blog.net], su YouTube, 29 novembre 2011. URL consultato il 28 febbraio 2016.
18. ↑  (ES) YoriAshi, su karatepicanya.com. URL consultato il 1º marzo 2011 (archiviato dall'url originale il 24 ottobre 2010).